# Rüegsau
Rüegsau (toponimo tedesco) è un comune svizzero di 3 256 abitanti del Canton Berna, nella regione dell'Emmental-Alta Argovia (circondario dell'Emmental).

## Monumenti e luoghi d'interesse

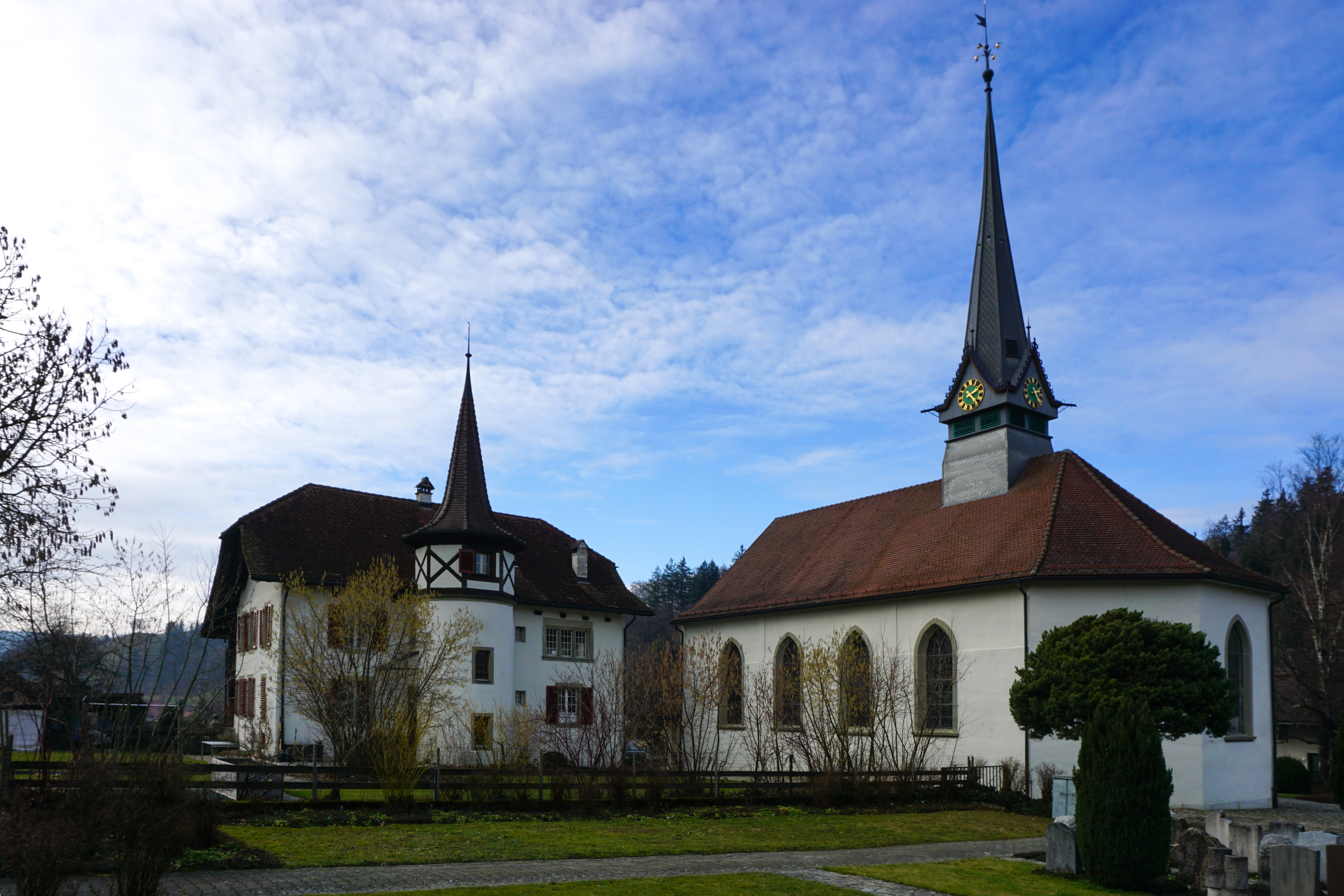
La chiesa riformata

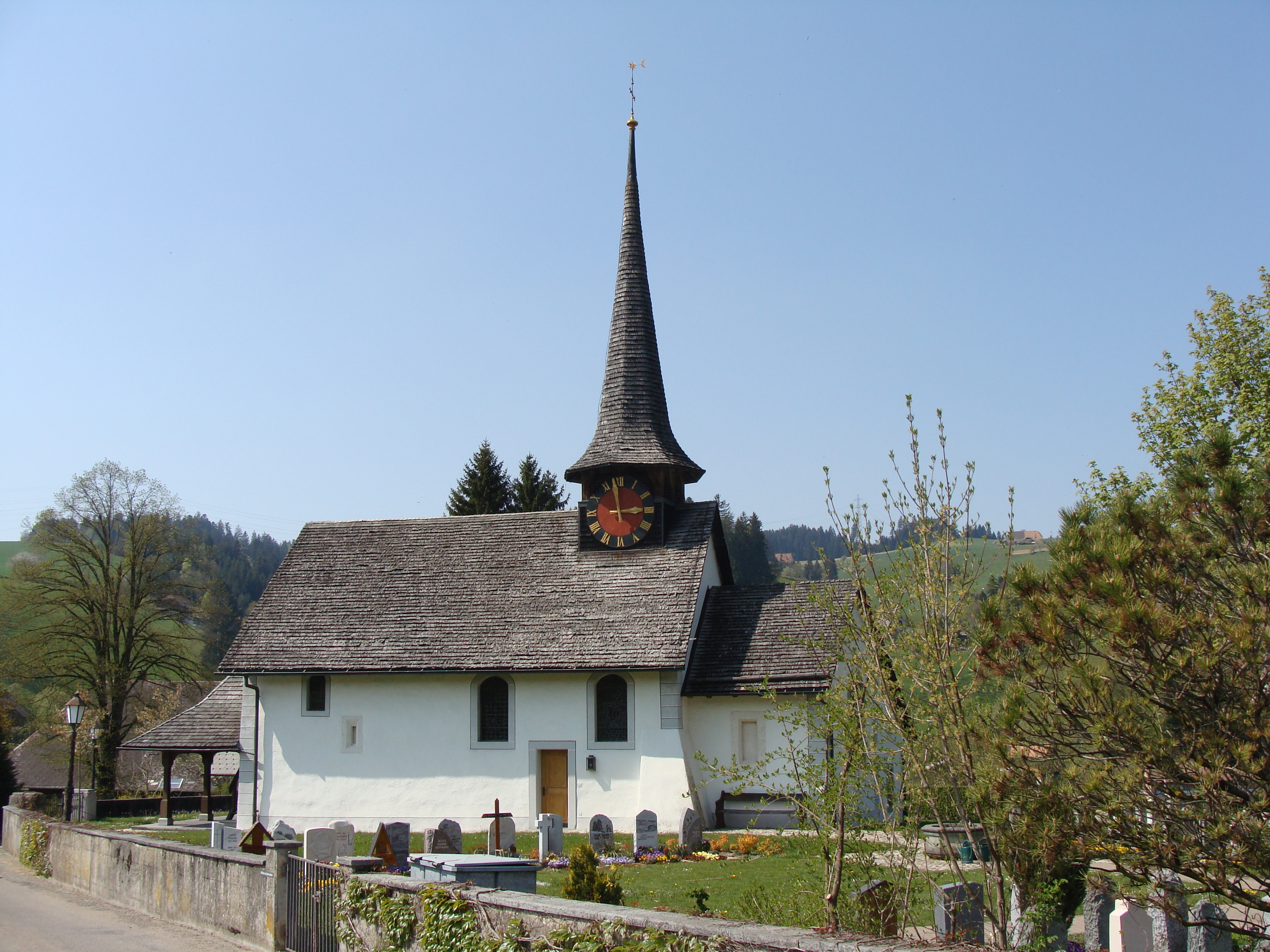
La chiesa riformata di Rüegsbach

- Chiesa riformata (già chiesa conventuale della Santa Croce), eretta nel 1130-1150 e ricostruita nel 1495-1528[1];
- Chiesa riformata (già di San Biagio) di Rüegsbach, attestata dal 1317[1].

## Società

### Evoluzione demografica
L'evoluzione demografica è riportata nella seguente tabella:
Abitanti censiti

## Infrastrutture e trasporti
Rüegsau è servito dalla stazione di Hasle-Rüegsau sulle ferrovie Emmentalbahn e Burgdorf-Thun.

## Amministrazione
Ogni famiglia originaria del luogo fa parte del cosiddetto comune patriziale e ha la responsabilità della manutenzione di ogni bene ricadente all'interno dei confini del comune.